# 春宮茉由
春宮 茉由（はるみや まゆ、5月9日 - ）は、日本の女性声優。北海道出身。ブライトイデア所属。

## 来歴
- 日本ナレーション演技研究所出身[1]。
- 2013年10月1日よりビットプロモーション（現:ビットグルーヴプロモーション）所属。
- 2015年5月9日、自身のTwitterと公式ブログで一般男性と結婚したことを発表した[3][4]。
- 現在[5]はブライトイデア所属。

## 人物
- アニソンライブイベント『Brilliant Flowers』に数多く出演していた。
- 主にネットラジオ・音楽ライブなどの活動を行っている。

## 出演作品

### テレビアニメ
2011年
- バクマン。（松田桃子）

2015年
- 青春×機関銃（女性客）

### ゲーム
- ほしがりエンプーサ（女子生徒役、蓬田信慈の母役）
- ぎゃる☆がん（朝野すずめ役、浜岸凪役、島田由乃役）
- でんぢゃらすじーさんと1000人のお友だち邪（お友達役）
- スマートフォンアプリ『パズるんレストラン』（キャラナビ担当）
- バレットガールズ（も部の部員）
- ぎゃる☆がん だぶるぴーす（朝野すずめ役[6]）

### ドラマCD
- 『我ら、帰宅部!!』女子中学生役
- 『我ら、帰宅部!!2』畠山鈴蘭役

### 吹替
- ザ・ウーマン（女役、カーナビ役）
- ゾンビVSチアガール（エミリー役）
- トレジャー・ゾンビ（キャリー役）

### ライブ
- CERASUS VOCALIST WORKS Brilliant Flowers Vol.5〜12
- プロジェクト・デュナミス ファーストライブ『闇ト薔薇ノ輪舞曲～デュアルローゼス』
- LIMITED-EDITION スタートライブ「いちごのパ○○」
- MIXPLOSION2011-秋-　春空日和(まつだ志緒理、成田ひより、春宮茉由　の3人ユニット)として出演(2011/10/8)
- B-ready! (2012/2/18)
- MIXPLOSION2012-june-　虹春日和(春宮茉由、成田ひより　の2人ユニット)として出演(2012/6/9)
- OFF･OFF･MUSIC Vol.1 (2012/11/25)
- Will you B-ready?act1～学園祭だよ！全員集合！～（まつだ志緒里、三木晶、春宮茉由　の3人で友情出演）(2012/10/27)
- うたうたNight5 ～歌いたい曲歌わないと！～(2013/6/25)
- OFF･ACT･STAGE Vol.1(2013/7/27)
- OFF･ACT･STAGE Vol.2(2013/10/19)
- うたうたNight8(2014/5/30)
- 聖☆めろんぱんぬ学園vol.31　虹春日和(春宮茉由、なりた雛糸　の2人ユニット)として出演(2014/7/11)

### 映画
- 「ゴーカイジャー ゴセイジャー スーパー戦隊199ヒーロー大決戦」（東映系）スーツアクターとして参加

### ラジオ
- 『井上・春宮のただいま沸騰中！』パーソナリティー
- J-WAVE 81.3FMDJ TAROのM+内『mobile beat』コーナーにルイーダの弟子として出演
- Radio D FMドラマシティ パーソナリティー
- webラジオ『レレレの錬金術師』内の『朝乃すずめの昼時特急列車』コーナーを担当

### コスプレモデル・コンパニオン
- 【Cure Cosplay Festival vol.２】5pb公式ブースにて『Steins;Gate』フェイリス・ニャンニャン役
- 【Dream Party 2010】5pb公式ブースにて『Steins;Gate』フェイリス・ニャンニャン役
- 【コミックマーケット84】5pb公式ブースにて『IS＜インフィニット・ストラトス＞』篠ノ之箒役
- 『電撃レイヤーズ』vol.31 『薄桜鬼』斉藤 一役

### 舞台
- Mr.Moonlight-月光旅人-（下妻葉月役）
- 異人伝（凪役）
- ＷＷＷ（心愛役）

### その他
- ボイスドラマ『恋が暴走する惑星 姫川と田中』（2022年、篠宮舞[7]）

## ディスコグラフィ

### シングル
| 枚 | タイトル         | 発売日         |
| -- | ---------------- | -------------- |
| 1  | Another Tomorrow | 2010年10月24日 |